# 霍洛夫内市镇
霍洛夫内镇级市镇（羅馬化：Holovnenska selyshchna hromada）是乌克兰沃倫州科韋利區的一个市镇，行政中心为霍洛夫內。市镇面积为223.53平方公里，人口数量为6,196人（2018年）。

## 居民点
该市镇包括一个镇（霍洛夫內）和13个村庄。